# Țiriac Holdings
Țiriac Holdings Ltd. è una società romena fondata e posseduta da Ion Țiriac. Le attività principali sono la commercializzazione di autoveicoli d'importazione, leasing, immobiliare, manifattura di ascensori, trasporto e leasing di executive jet (Ţiriac Air), servizi bancari (UniCredit Țiriac Bank), e assicurativi (Allianz Țiriac). Con il 49% della joint venture con DaimlerChrysler importò fino al 2007 il marchi della DaimlerChrysler in Romania.

## Holding
Țiriacs è attivo con le seguenti società, che ne fanno uno degli uomini più ricchi di Romania secondo Capital che nel 2004 aveva un patrimonio di 600-700 milioni di US$. Dal 2006 è il più ricco di Romania con oltre 1 miliardi di dollari..
Le attività societarie sono nella Țiriac Holding e nella Redrum International Investments B.V. di Heenvliet e nella Vesanio Trading Ltd. di Nicosia. La Țiriac Holding detiene il 37,5% dei 2.200 mln di Euro del fatturato del 2007. Il CEO fu Anca Ioan. Dal  2009 è Petru Văduva, già manager della JPMorgan Chase & Co. e Bear Stearns.

### Unicredit Țiriac Bank
Nel 1990 viene fondata la Banca Comerciala Ion Țiriac (BCIT) una delle prime private della Romania postcomunista. La BCIT al 2004 aveva oltre 50 filiali e 700.000 clienti e 620 mln. di Euro di bilancio.
Azionisti maggiori sono: BNP Paribas, Société Générale, National Bank of Greece, OTP Bank, Hypo Group Alpe Adria. Nel giugno 2005 il 50,1% per 248 mln. di Euro della Bank Austria Creditanstalt AG (BA-CA), società della HypoVereinsbank viene acquisita. Il 45% circa della Unicredit Țiriac Bank è posseduto dalla Redrum International Investments B.V. e Vesanio Trading Ltd.

### Allianz Țiriac Asigurări
Tiriac fonda nel 1994 la assicurazione sanitaria Asigurări Ion Țiriac (ASIT). La Ion Țiriac Insurance diventa una delle prime in Romania. Nel 2000 la Allianz Group ne diventa azionista di maggioranza con il 52,16%; Il 44,48% rimane in mano a Ion Țiriac con la Vesanio Trading Ltd., con sede in Nicosia. L'assicurazione si firma Allianz Țiriac Asigurari.

### Țiriac Leasing
Nel novembre 1999 viene creata la Molesey Leasing Group SA. Nel maggio 2000 diviene Tiriac Leasing SA. La società detiene il 99,62% di Molesey Holdings Ltd, della Țiriac Holding. Nel 2005 il volume di leasing era di ca. 400 mln di RON (ca. 93 mln di €).

### Țiriac Auto
Țiriac importò le auto del gruppo Mercedes-Benz. Nel 2002 la S.C. CASA AUTO S.R.L. viene fondata. Nel 2005 anche la Smart, Chrysler e Jeep.
Con la Tiriac Auto Bucuresti - Premium Auto Motors anche la Jaguar e Land Rover e altre marche Veicoli della Hyundai, Mitsubishi Motors e Ford. Anche la maggioranza delle azioni della Hertz e Avis in Romania.

### Ion Țiriac Air
Nel 1998 Țiriac crea la società di trasporto aereo Ion Țiriac Air per voli charter e elicotteristici.

### Țiriac Travel
Țiriac Travel fu una società di viaggi che nel 2005 venne acquisita dalla Alto Tours della ING Development

### METRO Cash & Carry Romania
Ion Țiriac ha il 15% della METRO Cash & Carry Romania, con il primo negozio aperto nel 1996. Alla fine del 2007 i negozi erano 24, con un fatturato di 1.590 milioni di Euro e 6.390 dipendenti.

### Altre società
Țiriac ha una partecipazione azionaria in una società rumena di produzione caviale.

### Patrimonio
Secondo il The World’s Billionaires 2015 il patrimonio di Ion Țiriac è di circa 1 miliardo di US$. Si posiziona al numero 1.741 della lista mondiale tra gli uomini più ricchi del mondo.
Inoltre è un collezionista di auto con 350 veicoli storici.